# Elie Hobeika
Elie Hobeika (1956-2002) est un militaire et un homme politique libanais. Il est connu pour être un des responsables du massacre de Sabra et Chatila.  Il est devenu président du parti politique des Forces Libanaises jusqu'à son éviction en 1986. Il a ensuite fondé le Parti de la Promesse et a été élu pour deux mandats au Parlement libanais. En 1985, il signe avec le régime syrien un document visant à mettre fin à la guerre, mais est évincé de la direction des Forces libanaises par Samir Geagea. Par la suite, il rejette l'alliance avec Israël et s'allie à la Syrie aux groupes paramilitaires du Front national libanais de la résistance et fonde les Forces libanaises – Commandement Exécutif qui sont opposées aux Forces libanaises de Samir Geagea. Le 24 janvier 2002, il a été assassiné par une voiture piégée dans sa maison de Beyrouth, peu avant de témoigner, notamment contre Ariel Sharon, devant un tribunal belge sur le massacre de Sabra et Chatila.

## Jeunesse
Hobeika est né à Kleiat dans le district de Kesrouan. Une partie de sa famille et sa fiancée sont tuées par des milices palestiniennes en 1976. Après ses études, il travaille à la Banco do Brasil en 1978. Hobeika est déjà haut placé dans l'organisation des Phalanges libanaises, un mouvement politique chrétien, et se heurte à un autre phalangiste : Samir Geagea. La lutte politique est violente et Hobeika s'enfuit à Damas.

## Guerre civile libanaise
Hobeika s'est distingué comme un combattant impitoyable pendant la guerre civile libanaise, gagnant le surnom de « HK » en raison de la mitrailleuse Heckler & Koch qu'il portait.
Il est progressivement devenu important au sein de la Phalanges libanaises, qui avait vaincu les milices chrétiennes rivales en juillet 1980 et les avait incorporées dans les Forces Libanaises (FL). En 1978, Hobeika devient chef de l'agence de sécurité des FL ( Jihaz al-Amn). Il devient également garde du corps personnel de Bachir Gemayel.
Le 15 septembre 1982, à la suite de l'assassinat la veille du président élu Bachir Gemayel, l'armée israélienne a pris le contrôle de Beyrouth-Ouest . Le ministre de la Défense Ariel Sharon et le chef d'état-major général Raful Eitan avaient décidé que les Forces de défense israéliennes (FDI) n'entreraient pas dans les camps de réfugiés palestiniens mais que cette tâche devait être entreprise par des milices chrétiennes libanaises. Dans la nuit du 16 septembre 1982, Hobeika, alors âgé de 25 ans, se trouve au dernier étage du poste de commandement avancé israélien, lorsque les 150 premiers miliciens entrent dans les camps de Sabra et Chatila, évacués par l'Organisation de libération de la Palestine (OLP) le début de septembre. Deux heures après l'entrée de la première force phalangiste à Chatila, l'un des miliciens a demandé par radio à Hobeika quoi faire des 50 femmes et enfants qu'ils avaient faits prisonniers. La réponse de Hobeika a été entendue par un officier israélien, qui a déclaré que Hobeika avait répondu : « C'est la dernière fois que vous me posez une question comme celle-là, vous savez exactement quoi faire. » D'autres Phalangistes sur le toit se mirent à rire. Le général de brigade Amos Yaron a demandé au lieutenant Elul, chef de bureau du commandant divisionnaire, de quoi il s'agissait et Elul a traduit ce que Hobeika avait dit. Yaron a ensuite eu une conversation de cinq minutes, en anglais, avec Hobeika. Ce qui a été dit est inconnu.
En décembre 1985, les différentes milices chrétiennes, le mouvement chiite Amal et le Parti socialiste progressiste druze se sont réunis à Damas pour parvenir à un accord sur les réformes politiques ainsi que sur les relations privilégiées avec la Syrie, appelé Accord tripartite, qui mettrait également fin à la guerre civile. Hobeika était présent en sa qualité de président des FL. Cependant, le 15 janvier 1986, le président Amine Gemayel et Samir Geagea organisent un coup d'État contre Hobeika , rendant ainsi l'accord nul et non avenu.

### Sabra et Chatila
En tant que chef des milices chrétiennes ayant pénétré dans les camps palestiniens de Sabra et Chatila, Elie Hobeika est considéré comme le principal responsable du massacre perpétré dans ces deux camps en 1982. Peu avant sa mort, il s'était retourné contre Israël et entendait témoigner contre Ariel Sharon dans le procès intenté contre celui-ci en Belgique pour crime contre l'humanité. Il aurait voulu mettre en cause des unités commando de Tsahal (les Sayeret Matkal) qui, selon Alain Ménargues, auraient œuvré sans uniforme dans le déroulement du massacre.

### Nouvelles allégeances
En décembre 1985, les différentes milices chrétiennes, le mouvement chiite Amal et le Parti socialiste progressiste druze se sont réunis à Damas pour parvenir à un accord sur les réformes politiques ainsi que sur les relations privilégiées avec la Syrie, appelé Accord tripartite, qui mettrait également fin à la guerre civile. Hobeika était présent en sa qualité de président des FL. Cependant, le 15 janvier 1986, le président Amine Gemayel et Samir Geagea organisent un coup d'État contre Hobeika, rendant ainsi l'accord nul et non avenu,.
Après cet événement, Hobeika a fui vers Zahlé puis vers Beyrouth Ouest. Il y fonde les Forces libanaises – Commandement Exécutif, qui se retournent contre Israël et le Front Libanais, et s'allient avec la Syrie, la Brigade Marada et les milices palestiniennes pro-syriennes. En 1990, ses forces ont combattu aux côtés des forces syriennes contre le général Michel Aoun. Après la fin de la guerre civile à la suite des accords de Taëf, Hobeika a bénéficié en 1991 d'une amnistie pour les crimes commis pendant la guerre.

## Carrière ministérielle
À la fin de la guerre civile libanaise, fin 1990, Hobeika commence une carrière ministérielle au poste de ministre d'État dans le gouvernement d'Omar Karamé. En 1992, dans l'équipe de Rachid Solh, il est ministre d'État aux Déplacés. Il devient ensuite ministre d'État aux Affaires sociales et aux Handicapés dans le gouvernement de Rafiq Hariri fin 1992 (remplacé par Chahé Barsoumian en 1994) et ministre des Ressources hydrauliques et électriques (après la démission de Georges Frem en 1993). Il reste dans ce dernier poste jusqu'en 1998.
Il fonde le parti Waad (le parti national laïc démocratique) et perd les élections législatives de 2000.

## Assassinat
Hobeika meurt dans un attentat à la voiture piégée à quelques mètres de son domicile le 24 janvier 2002.

### Auteurs
Un groupe, Libanais pour un Liban libre et indépendant, a publié une déclaration après l'assassinat, revendiquant la responsabilité du meurtre de Hobeika. Le groupe a annoncé avoir tué Hobeika, car il était un « agent syrien » et un « outil efficace » entre les mains de Ghazi Kanaan, alors chef du renseignement militaire syrien.
Les commentateurs libanais et arabes ont accusé Israël du meurtre de Hobeika, avec pour motif israélien présumé que Hobeika serait « apparemment prêt à témoigner devant le tribunal belge sur le rôle de Sharon dans le massacre de Sabra et Chatila ». Avant son assassinat, Elie Hobeika avait déclaré : « Je suis très intéressé que le procès [belge] commence parce que mon innocence est une question centrale. »